# Štěpán Žilka
Štěpán Žilka est un joueur d'échecs slovaque né le 11 novembre 1988 à Litovel.
Au 1er octobre 2021, il est le troisième joueur tchèque avec un classement Elo de 2 580 points.

## Biographie et carrière
Grand maître international depuis 2014, Štěpán Žilka a participé à sept coupes Mitropa avec la République tchèque, remportant la médaille d'or par équipes en 2016. Il remporta la médaille d'argent par équipe et la médaille d'or individuelle au quatrième échiquier en 2017. En 2008 et 2013, il remporta la médaille de bronze par équipe.
Dans les tournois individuels, il remporta le tournoi open d'Olomouc en août 2009.
Il finit deuxième du championnat de la République tchèque d'échecs en 2016 et 2021.